# Isrāʾīliyyāt
Il termine arabo Isrāʾīliyyāt (in arabo اسرائیلیات‎?) viene usato negli ambienti storici e teologici islamici per indicare quell'antico e vasto materiale di ispirazione ebraica la cui origine viene attribuita all'ambiente culturale religioso ebraico (ma anche cristiano), e, in senso esteso, proveniente dall'Ahl al-Kitāb (Gente del Libro).
Queste fonti sono servite la maggior parte delle volte a interpretare alcuni versetti del Corano, in particolare i riferimenti in esso contenute della "antiche storie" dei profeti preislamici e antico-testamentari. I Compagni di Maometto non hanno quasi mai attribuito soverchia importanza a questi racconti, forti dell'ammonimento rivolto loro dallo stesso loro Profeta:
(Trad. di A. Bausani)
Anche ʿAbd Allāh b. Masʿūd avrebbe dichiarato: "Non domandate nulla alla gente del Libro (in materia di Tafsir), dal momento che, essendo nell'errore, non possono guidarci»..
Tuttavia, con le conversioni all'Islam di ebrei come Ka'b al-Ahbar, Wahb ibn Munabbih, o anche Abd Allah ibn Salam, quelli tra i salaf, così come i Tabiʿūn e i tabiʿūn al-Tabiʿīn (i Seguaci dei Seguaci), cominciarono a condurre l'esegesi del loro Testo Sacro (Tafsīr) utilizzando anche questi racconti, pur stando attenti a identificarne la provenienza. In qualche misura le isrāʾīliyyāt sono comunque considerate abbastanza affidabili dall'insieme dei muḥaddithūun (specialisti dei ʾaḥādīth), malgrado essi non possano essere considerati a pieno titolo come rispondenti ai requisiti richiesti per considerare ḥasan ("buona" sotto il profilo formale e sostanziale) una tradizione islamica, giuridicamente rilevante, a meno che essi non rinviino direttamente a Maometto o ai suoi Compagni. 
Le fonti delle isrāʾīliyyāt sono di tre tipi:
1. quelle considerate come autentiche, perché confermate da quanto detto da Maometto;
2. quelle su cui non ci si pronuncia, perché non si sa se esse siano vere o false;
3. quelle che sono respinte, perché sono contraddette da quanto afferma il Corano o Maometto attraverso ʾaḥādīth.